# Mury obronne w Świebodzicach
Mury obronne w Świebodzicach – mury obronne w miejscowości Świebodzice, które zastąpiły drewniano-ziemną palisadę. Budowa została zapoczątkowana w 1291 roku przez księcia Bolka I Surowego i trwała z pewnością do przełomu XIII-XIV wieku. Mury zbudowane w 1419-1421 roku z kamienia polnego i łamanego, posiadały tylko jeden pierścień. Na ich obwodzie znajdowały się baszty łupinowe i trzy bramy: na wschodzie Świdnicka, na zachodzie  Bolkowska (górna) i Strzegomska (dolna). W pierwszej połowie XV wieku mury zostały wzmocnione dodatkowymi wałami ziemi. W roku 1639 fragment murów w okolicy kościoła został podwyższony. Likwidację obwarowań rozpoczęto w 1890 r. Obecnie zachowały się fragmenty murów kamiennych w południowo -zachodniej części średniowiecznego miasta.